# 當心惡犬

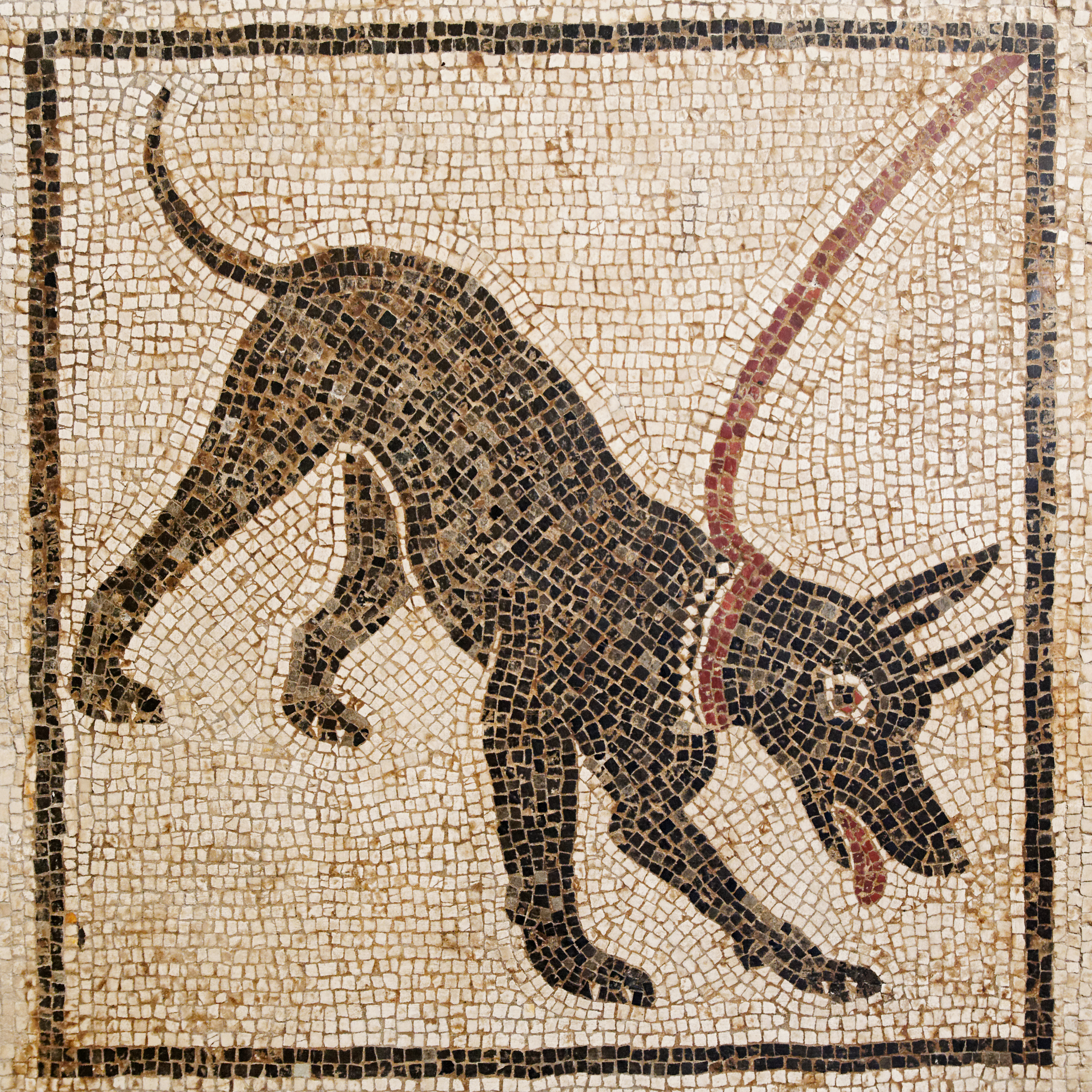
在龐貝城的鑲嵌畫像。

ISO 7010危險性符號編號W013：護衛犬

當心惡犬（英語：Beware of the dog），或為內有惡犬，是一種警告標示，以提醒有危險的狗在內。即使實際上沒有狗，這些標誌也可以用來防止竊盜。

## 歷史

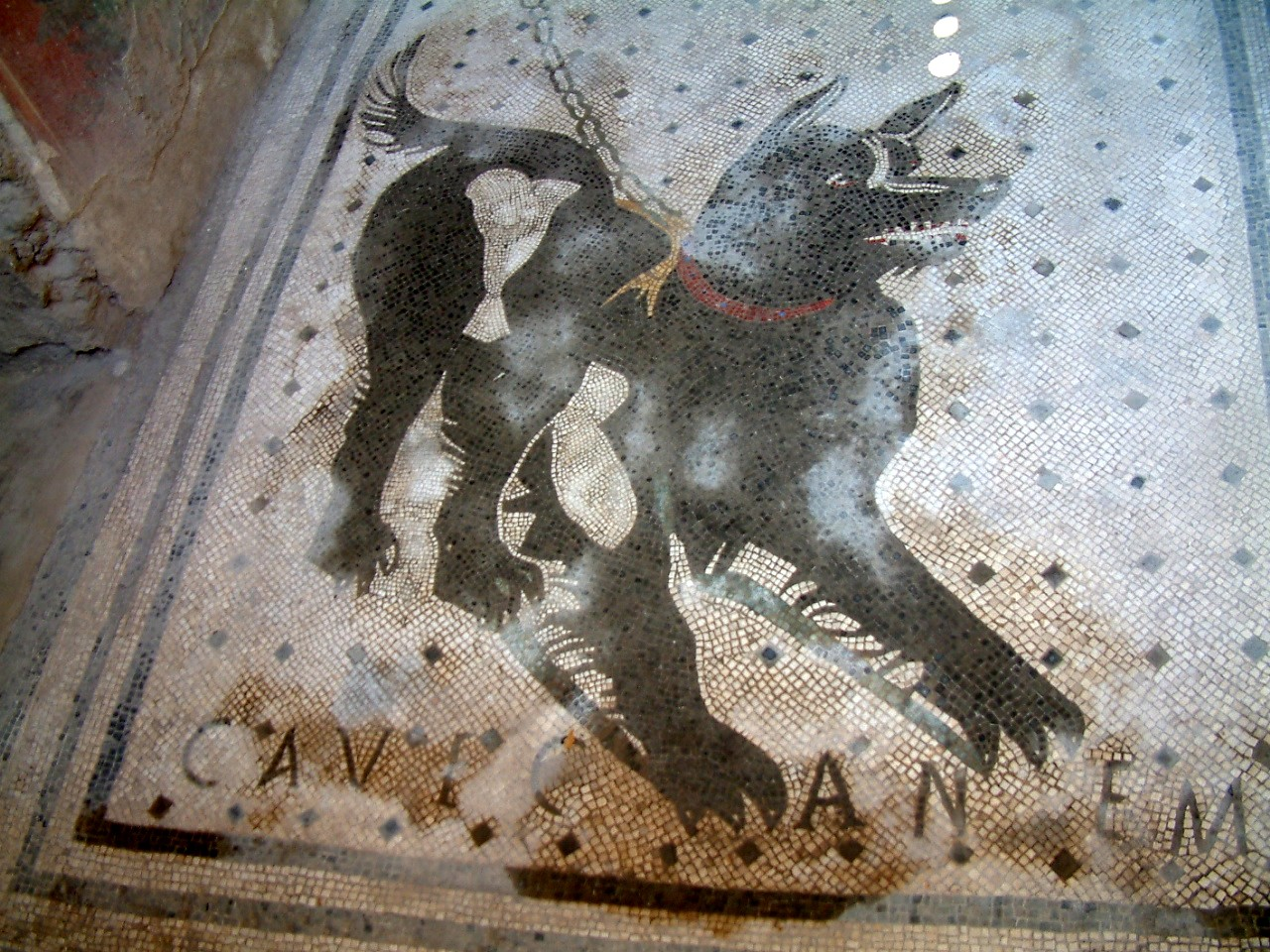
龐貝城的「悲劇詩人的房子」門口處的鑲嵌畫。

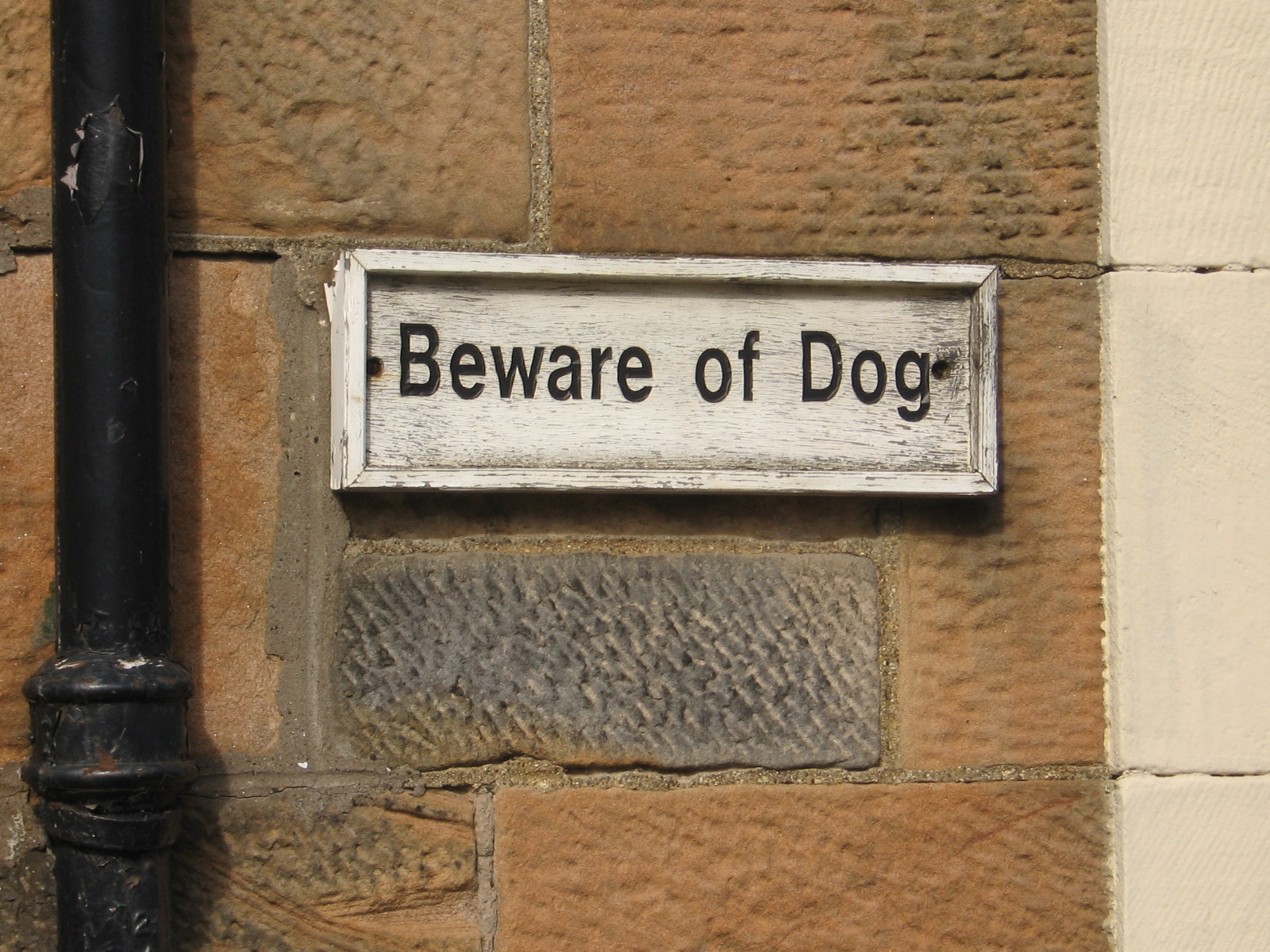
在格拉斯哥大墓地的警語。

這種警告標示最早可以追溯至古羅馬時期。如在龐貝城的「悲劇詩人的房子」中，門口地板上的鑲嵌畫畫著一隻帶有鐵鍊的狗，還附帶有一個標題（拉丁文，意為當心那隻狗）。有人推測該警示可能是為了防止到訪者不慎踩到像義大利靈緹犬這種小巧精緻的狗。

## 法律
根據英國法律，放置這樣的警示標誌並不能免除飼主對犬隻傷人所應負的責任。
在台灣，也有狗咬傷遊客，雖其飼主已先有放置「內有惡犬」的警示標語，但仍被法院判決應賠償受害者77萬元的案例。

## 圖片
以下為世界各地不同地區的一些「當心惡犬」標示。

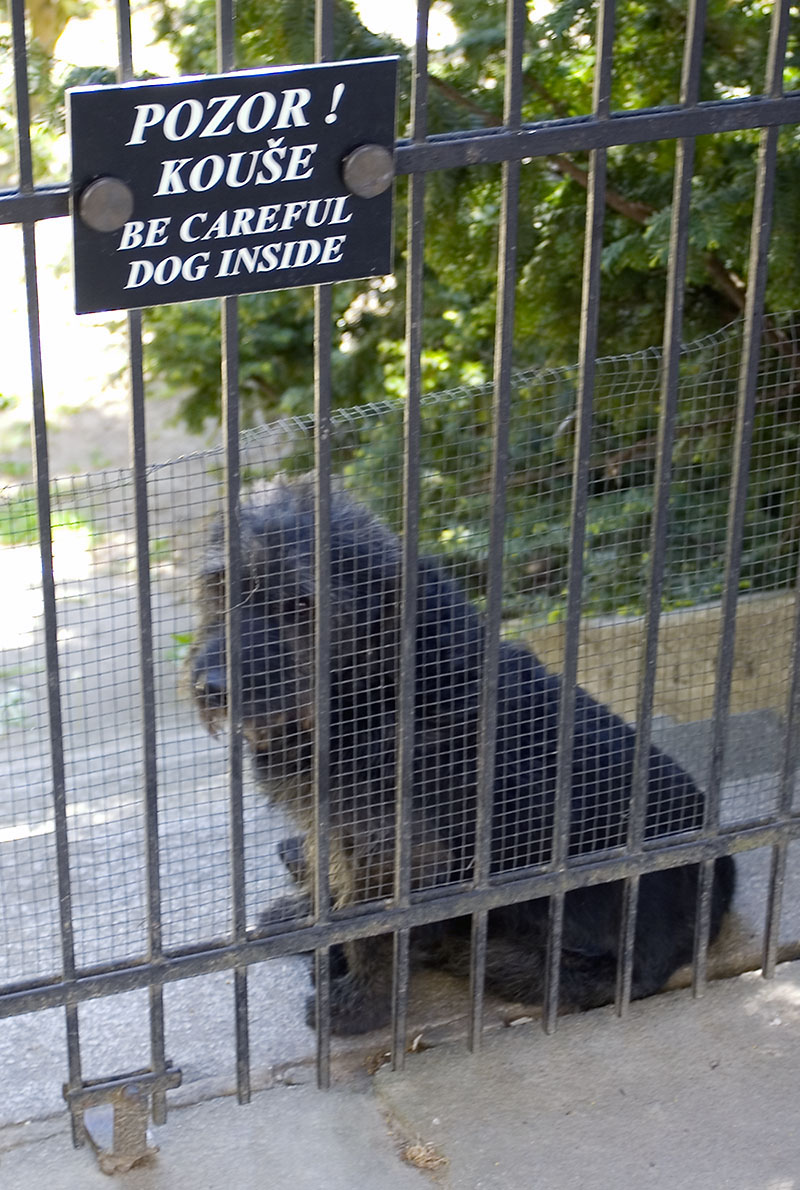
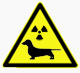
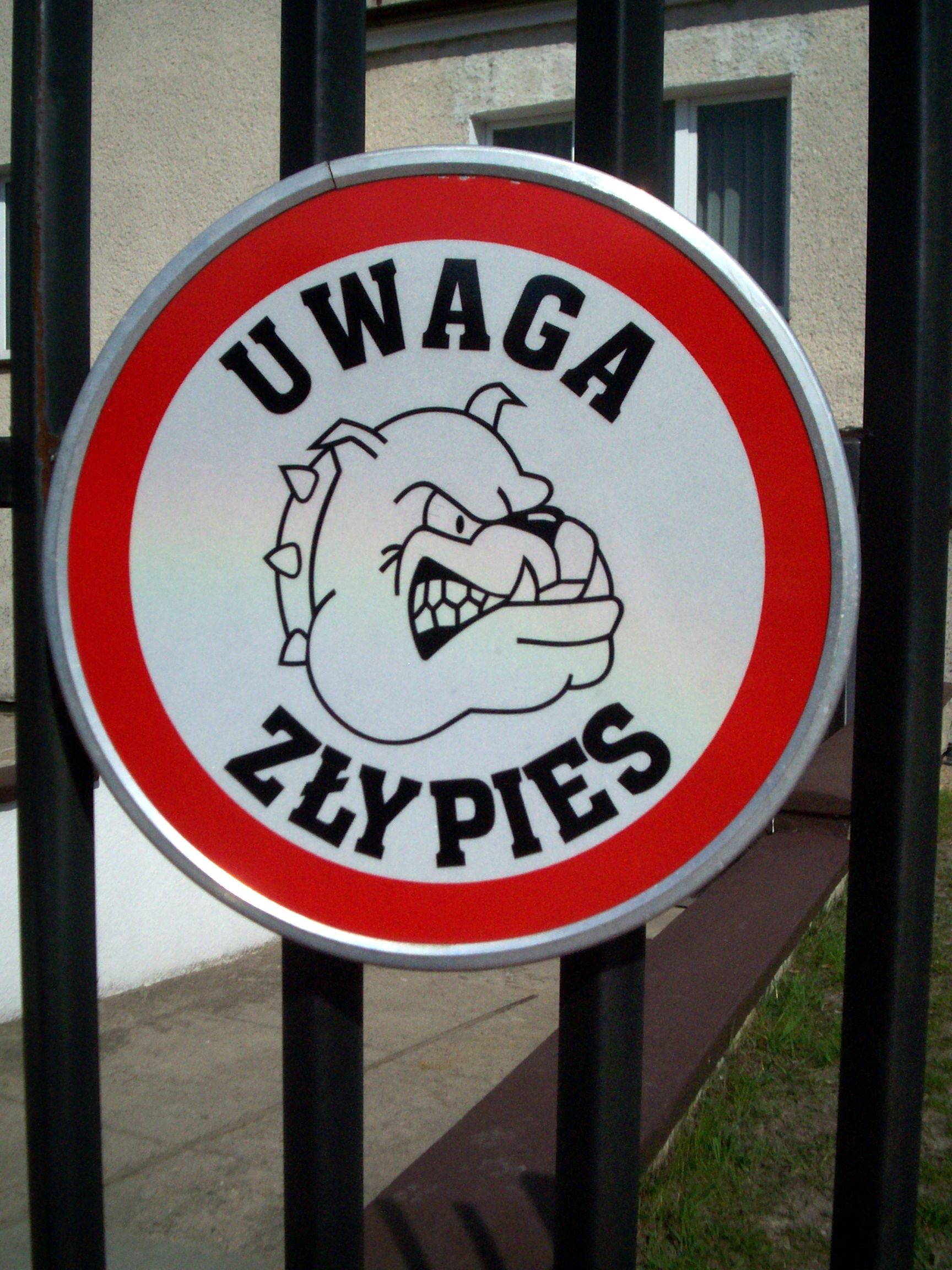
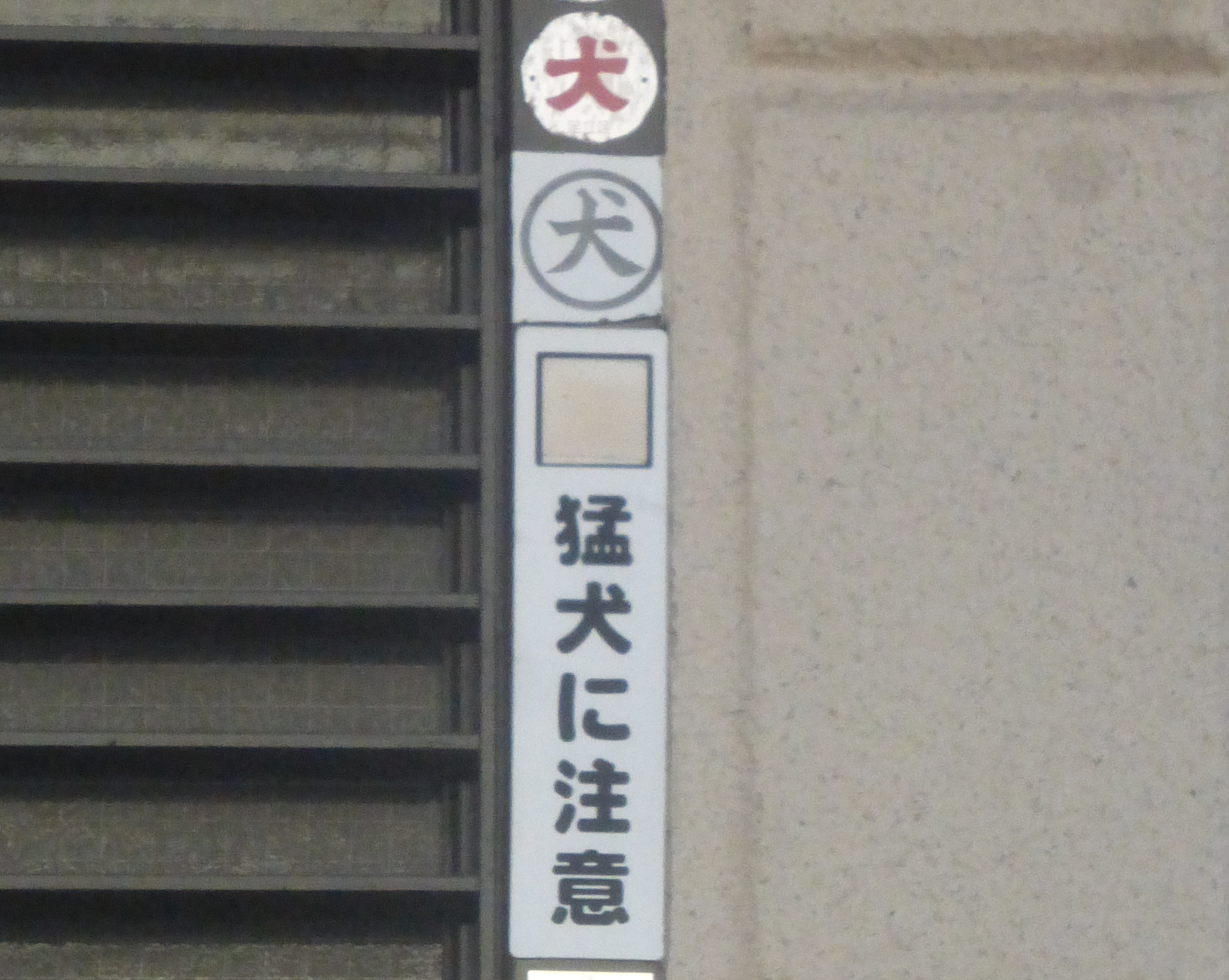
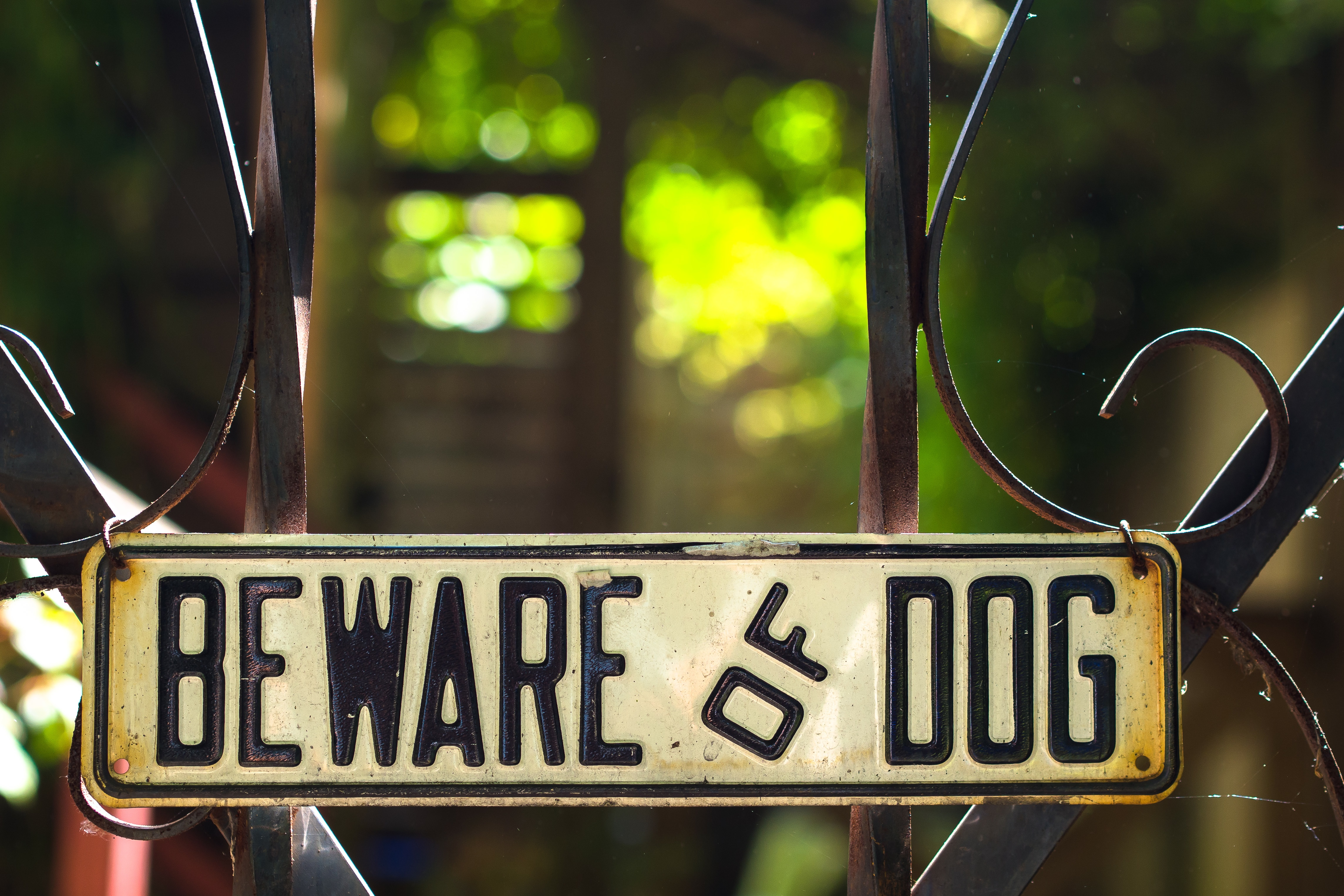
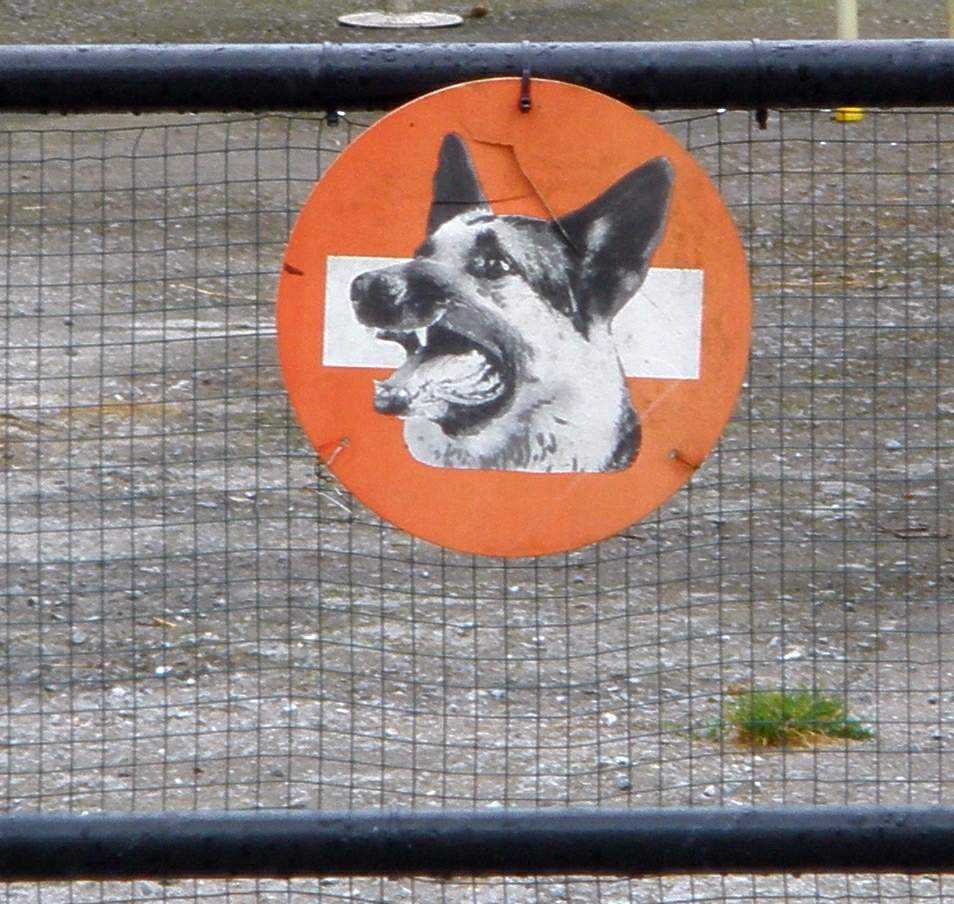
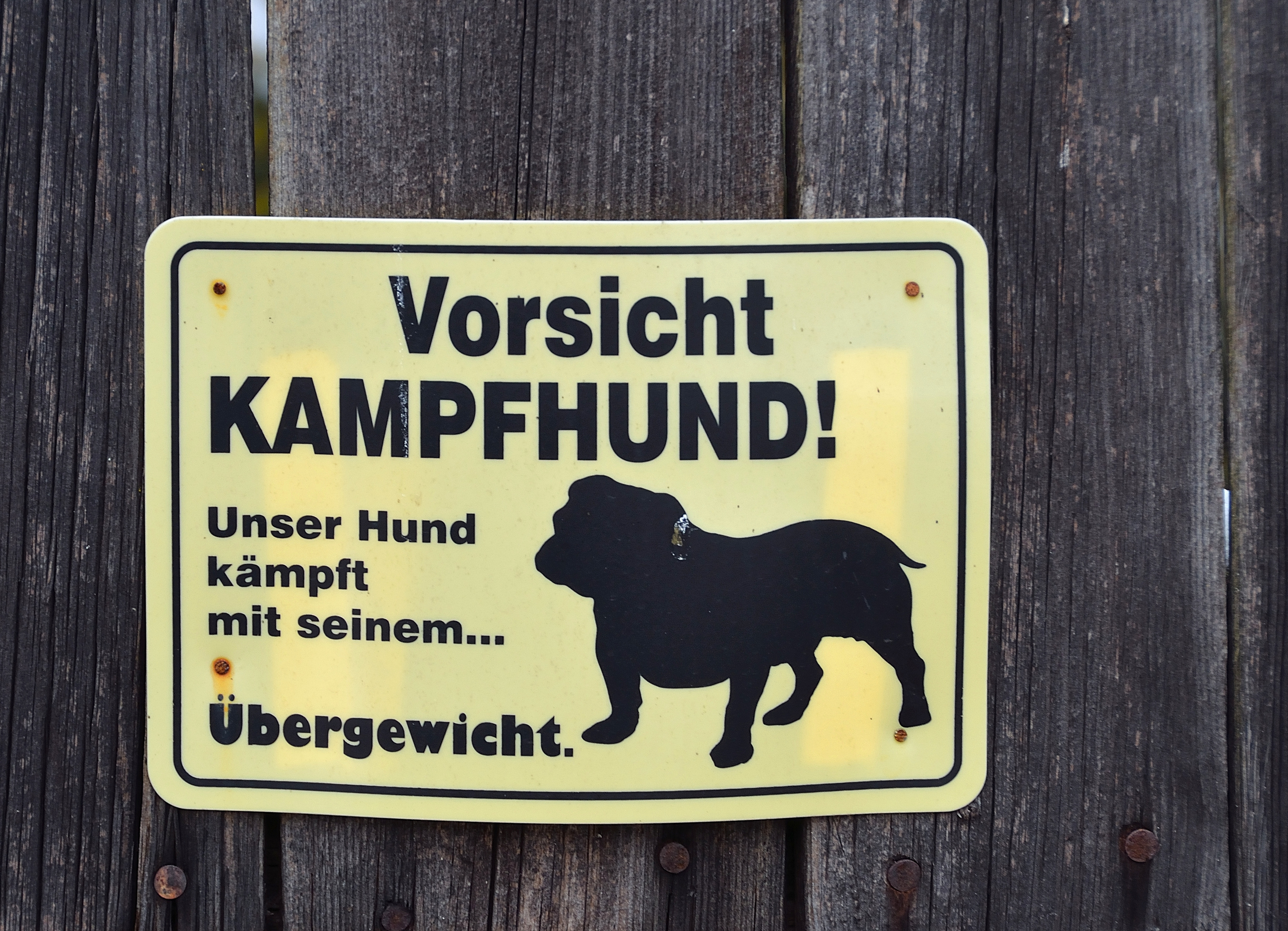
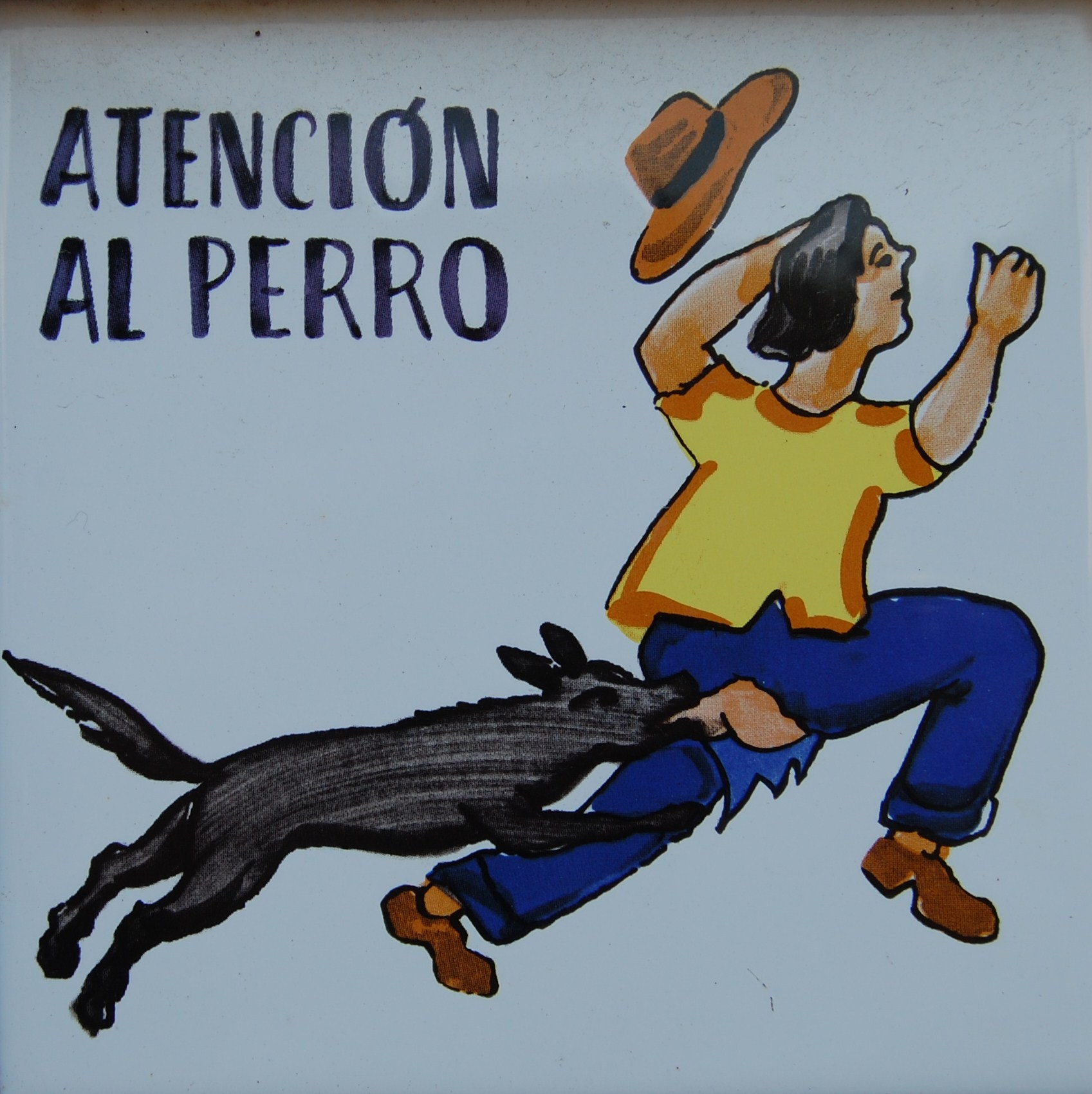